# Parodia scopa
Parodia scopa là một loài thực vật có hoa trong họ Cactaceae. Loài này được (Spreng.) N.P. Taylor mô tả khoa học đầu tiên năm 1987.

## Hình ảnh

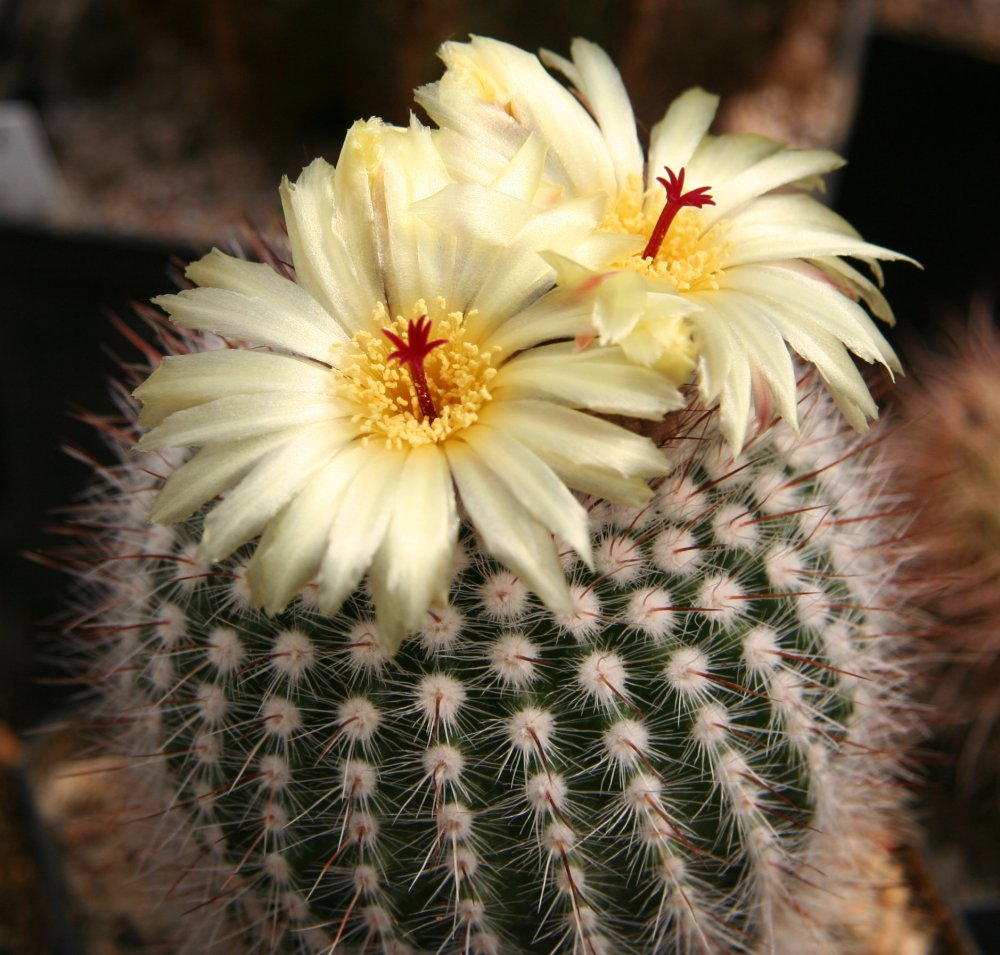
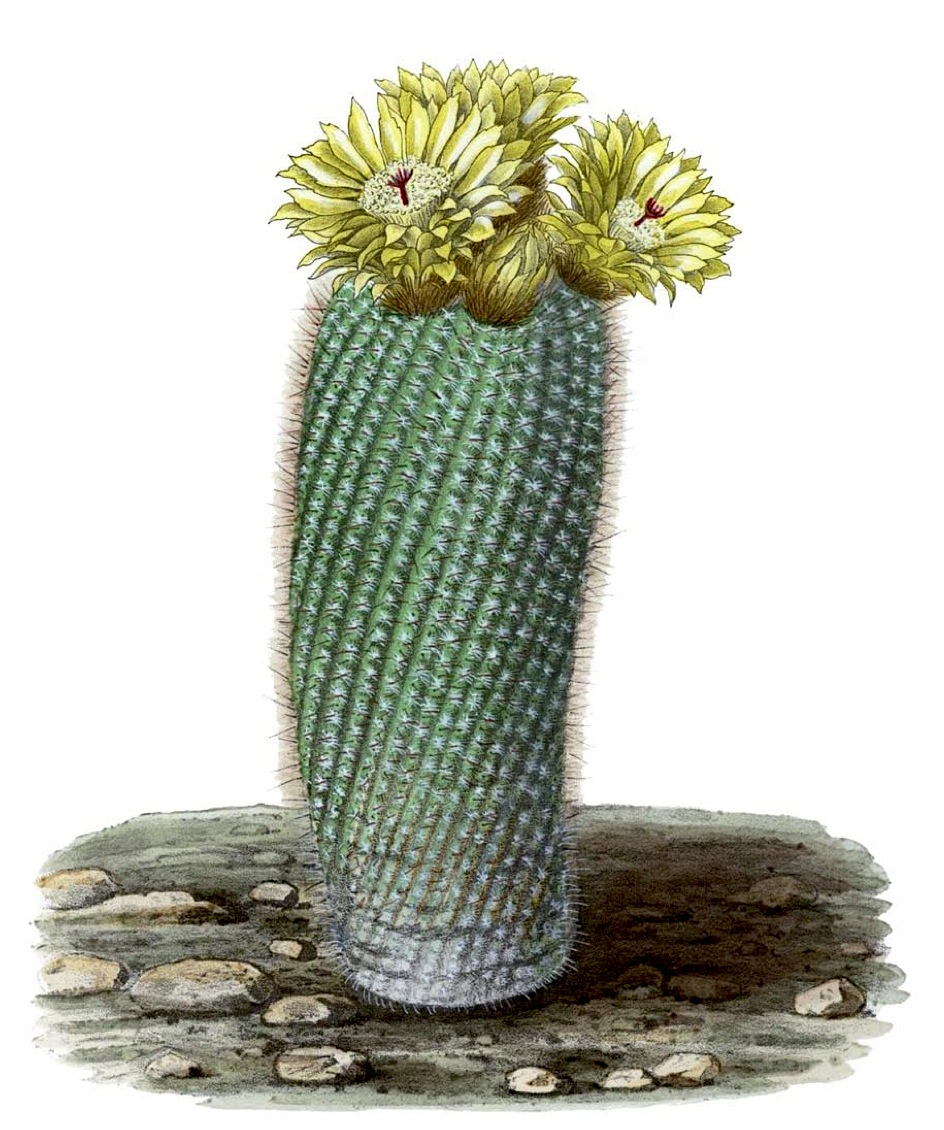
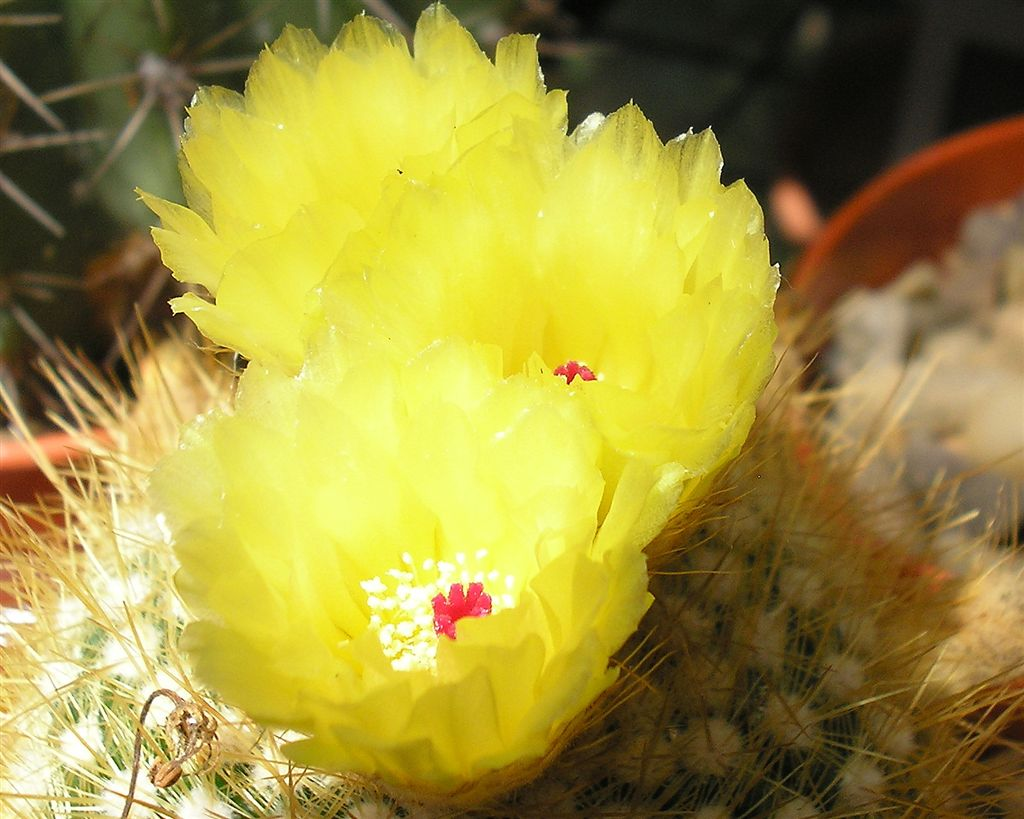
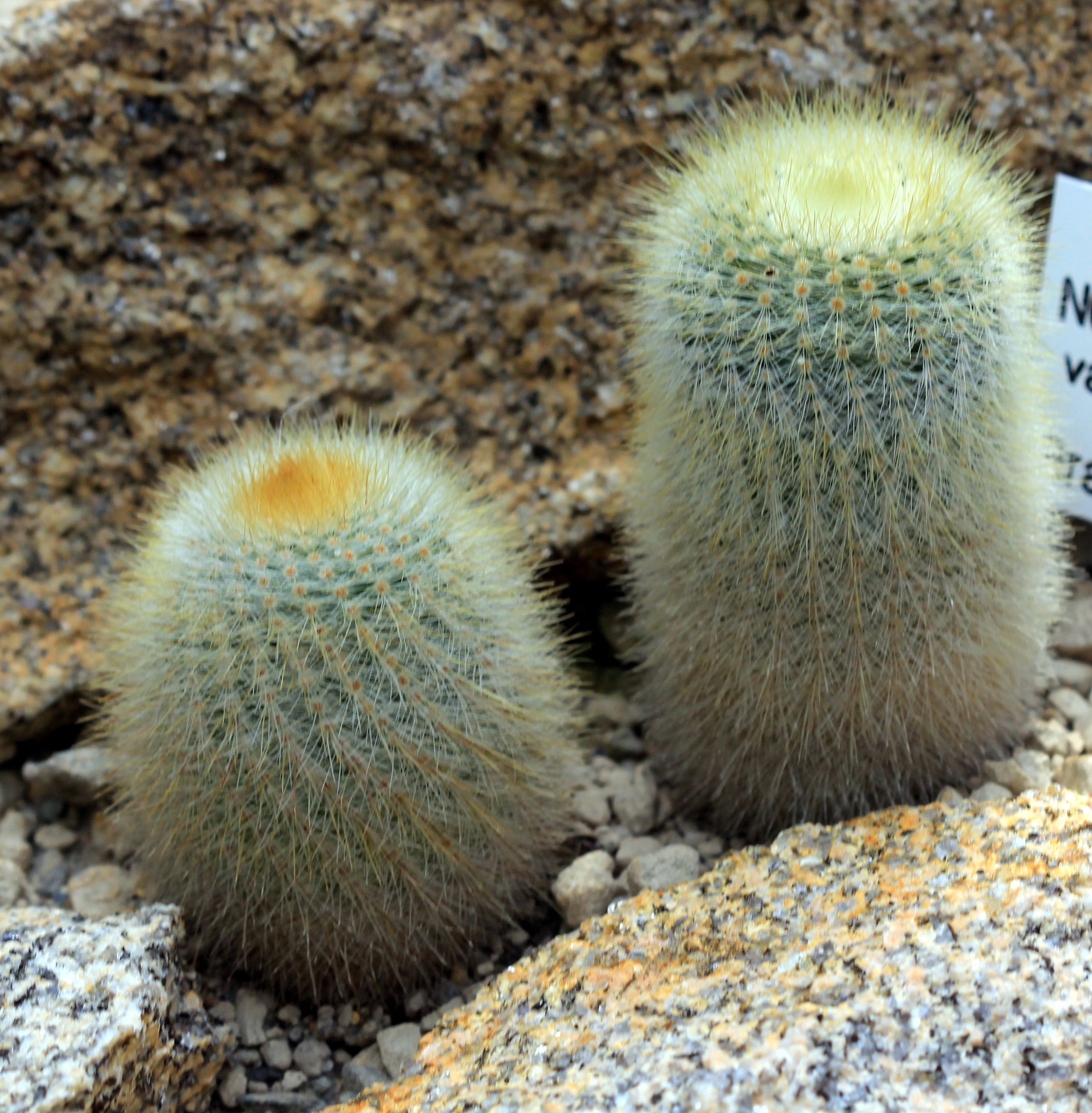